# Daniel McFadden
Daniel Little McFadden (detto "Dan"; Raleigh, 29 luglio 1937) è un economista statunitense vincitore, insieme a James Heckman, del Premio Nobel per l'economia nel 2000, «per il suo sviluppo di teoria e metodi per l'analisi dei modelli di discrete choice».
Durante la sua carriera è stato inoltre E. Morris Cox Professor of Economics presso l'Università di Berkeley.

## Biografia
McFadden nasce a Raleigh, in Carolina del Nord. Frequenta l'Università del Minnesota, dove ottiene il Bachelor of Science (B.Sc.) in fisica all'età di 19 anni, nonché un PhD in Behavioral Science (Economics) cinque anni dopo, nel 1962.
Dal 1964 lavora alla University of California at Berkeley, incentrando i propri interessi di ricerca su aree quali il comportamento di scelta dei consumatori e il problema di dotare la teoria economica di una base fondata sulla misurazione. Nel 1977 si trasferisce al Massachusetts Institute of Technology (MIT), facendo però ritorno a Berkeley nel 1991, apparentemente perché il MIT non dispone di un dipartimento di statistica. In seguito al suo ritorno, McFadden fonda l'Econometrics Laboratory, un gruppo di ricerca dedicato alla computazione statistica per le applicazioni economiche ed econometriche, di cui è ancora (2005) direttore.